# Rezerwat przyrody Borowiec
Borowiec – torfowiskowy rezerwat przyrody położony w Andrzejowie (przysiółek Borowca i otaczające go tereny) w powiecie zwoleńskim (województwo mazowieckie). Obejmuje on fragment doliny Zwolenki w pobliżu jej ujścia do Wisły na pograniczu Równiny Radomskiej i Małopolskiego Przełomu Wisły.
Rezerwat powołano zarządzeniem MOŚZNiL z 26 listopada 1990 r., co zostało potwierdzone Rozporządzeniem Nr 274 Wojewody Mazowieckiego z 12 grudnia 2001 r. w sprawie ogłoszenia wykazu rezerwatów przyrody zlokalizowanych na terenie województwa mazowieckiego i utworzonych do 31 grudnia 1998 r. Najnowszym aktem prawnym dotyczącym rezerwatu jest Zarządzenie Regionalnego Dyrektora Ochrony Środowiska w Warszawie z dnia 17 grudnia 2014 r. w sprawie rezerwatu przyrody „Borowiec”. Według tego zarządzenia rezerwat zajmuje powierzchnię 57,83 ha (akt powołujący podawał 57,30 ha).
Celem ochrony, według obowiązującego aktu prawnego, jest zachowanie rzeki Zwolenki z jej doliną i przyległymi do niej terenami, jako ostoi żółwia błotnego. Wchodzące w skład rezerwatu ekosystemy tworzą mozaikę. Dużą część doliny zajmują przestrzenie otwarte, zarówno o charakterze półnaturalnym, jak i całkowicie antropogenicznym. Pewną powierzchnię zajmują też zarośla i lasy. Ze względu na to oraz złożoną strukturę własności rozporządzenie ministra powołujące rezerwat „Borowiec” pozwala, pod pewnymi warunkami, na niektóre formy użytkowania. Prywatni właściciele mają przykładowo prawo pozyskiwania drewna i korzystania rolniczego z pól. Dopuszczalne jest piętrzenie wody na potrzeby młyna w Borowcu oraz prace budowlane związane z drogą Chotcza-Józefów-Andrzejów biegnącą jego wschodnią i północno-wschodnią granicą. Niedopuszczalne jest za to zalesianie (jak również wypasanie) nieużytków czy zarybianie torfianek. Dolina Zwolenki jest zatorfiona, przez co wiele siedlisk ma charakter żywych torfowisk lub podmokłych łąk. Poza nimi częste są jednak również wyniesione siedliska suche, porastające murawami i borami sosnowymi.
W trakcie inwentaryzacji przyrodniczych na terenie rezerwatu stwierdzono występowanie ponad dwustu gatunków roślin naczyniowych, 64 gatunków mięczaków, 17 gatunków ryb, 10 gatunków płazów, 3 gatunków gadów, 19 ssaków i 81 gatunków ptaków (w tym 79 lęgowych). Wśród szczególnie rzadkich gatunków jest żółw błotny czy turzyca nitkowata.
Na mocy planu ochrony ustanowionego w 2018 roku, obszar rezerwatu objęty jest ochroną czynną. Nadzór nad rezerwatem sprawuje Regionalny Konserwator Przyrody.
Rezerwat „Borowiec” leży na terenie Obszaru Chronionego Krajobrazu Dolina rzeki Zwolenki i obszaru siedliskowego sieci Natura 2000 „Dolina Zwoleńki” (PLH140006).